# XFL 3
XFL 3 fue el tercer evento de artes marciales mixtas (MMA) producido por Xtreme Fighters Latino (XFL). Tuvo lugar el 15 de octubre de 2009 desde el José Cuervo Salón en la Ciudad de México.

## Historia
Durante ente tercer evento de Xtreme Fighters Latino se obtuvieron a los finalistas de las categorías peso ligero, peso medio, peso pesado y peso pluma. Con este evento quedó todo listo para obtener a los nuevos campeones de la promoción en el siguiente gran evento, XFL 4. Rodolfo Rubio y Miguel Carrasco fueron derrotados por Nocaut Técnico gracias a la intervención del doctor que indicó que los peleadores no podían continuar sus respectivos combates.

## Resultados
- Torneo Peso Pluma Semifinal:  Jesús Juárez vs.  René Diosdado

René Diosdado derrotó a Jesús Juárez por Sumisión (Golpes) a los 3:49 del Round 1.
- Torneo Peso Pluma Semifinal:  Gilberto Aguilar vs.  Isidro Cruz

Gilberto Aguilar derrotó a Isidro Cruz por Nocaut Técnico (Golpes) a los 4:34 del Round 2.
- Torneo Peso Ligero Semifinal:  Edgar García vs.  Rodolfo Rubio

Edgar García derrotó a Rodolfo Rubio por Nocaut Técnico (Intervención del Doctor) a los 5:00 del Round 1.
- Torneo Peso Ligero Semifinal:  Israel Girón vs.  Víctor Cruz

Israel Girón derrotó a Víctor Cruz por Decisión Unánime a los 5:00 del Round 3.
- Torneo Peso Medio Semifinal:  Jorge Macías vs.  Miguel Carrasco

Jorge Macías derrotó a Miguel Carrasco por Nocaut Técnico (Intervención del Doctor) a los 5:00 del Round 2.
- Torneo Peso Medio Semifinal:  Augusto Montaño vs.  Lucio Hernández

Augusto Montaño derrotó a Lucio Hernández por Nocaut (Golpes) a los 2:06 del Round 1.
- Torneo Peso Pesado Semifinal:  Andy González vs.  Omar Huerta

Andy González derrotó a Omar Huerta por Nocaut Técnico (Golpes) a los 4:47 del Round 1.
- Torneo Peso Pesado Semifinal:  Fabián Hernández vs.  Omar Huerta

Fabián Hernández derrotó a Rogelio Martínez por Nocaut Técnico (Golpes) a los 0:20 del Round 1.